# 中国国家一級重点保護野生動物
中国国家一級重点保護野生動物（ちゅうごくこっかいっきゅうじゅうてんほごやせいどうぶつ）とは、中華人民共和国が野生生物保護法（1988年制定）に基づいて指定した絶滅危惧動物である。一級は特に保護が必要とされるものであり、他に「国家二級重点保護野生動物」も指定されている。

## 哺乳綱
サル目（霊長目）
ロリス科
- ロリス属（蜂猴属）Loris spp.

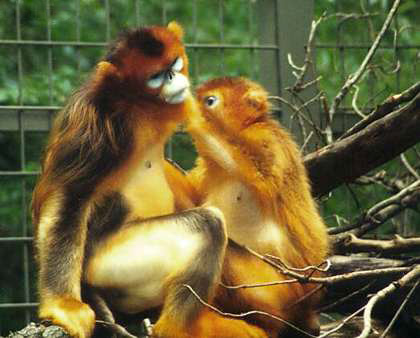
キンシコウ

または、スローロリス属（懶猴属）Nycticebus spp.
  - 原文では「蜂猴（所有種）Nycticebus spp.」とされている。

オナガザル科
- アッサムモンキー（熊猴）Macaca assamensis
- タイワンザル（台湾猴）Macaca cyclopis
- ミナミブタオザル（豚尾猴）Macaca nemestrina
- リーフモンキー属（葉猴属）Presbytis spp.
- シシバナザル属（仰鼻猴属、金絲猴）Rhinopithecus spp.
  - キンシコウなど。

テナガザル科
- テナガザル属（長臂猿属）Hylobates spp.

ネコ目（食肉目）
クマ科

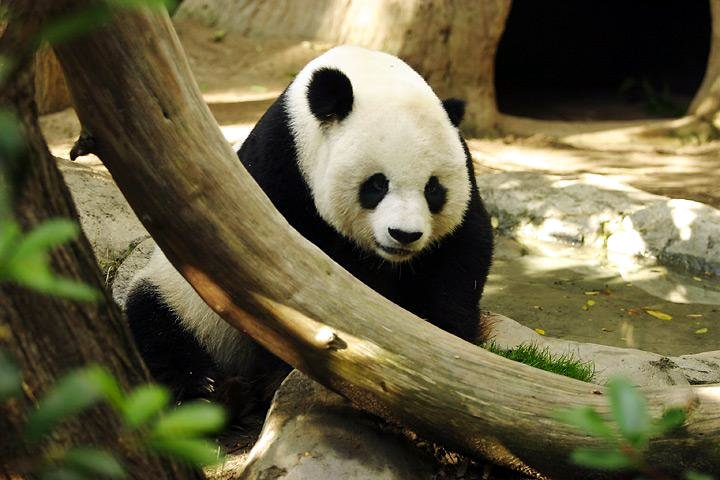
ジャイアントパンダ

- マレーグマ（馬来熊）Helarctos malayanus
- ジャイアントパンダ（大熊猫）Ailuropoda melanoleuca

イタチ科
- クロテン（紫貂）Martes zibellina
- クズリ（貂熊）Gulo gulo

ジャコウネコ科
- ビントロング（熊狸）Arctictis binturong

ネコ科

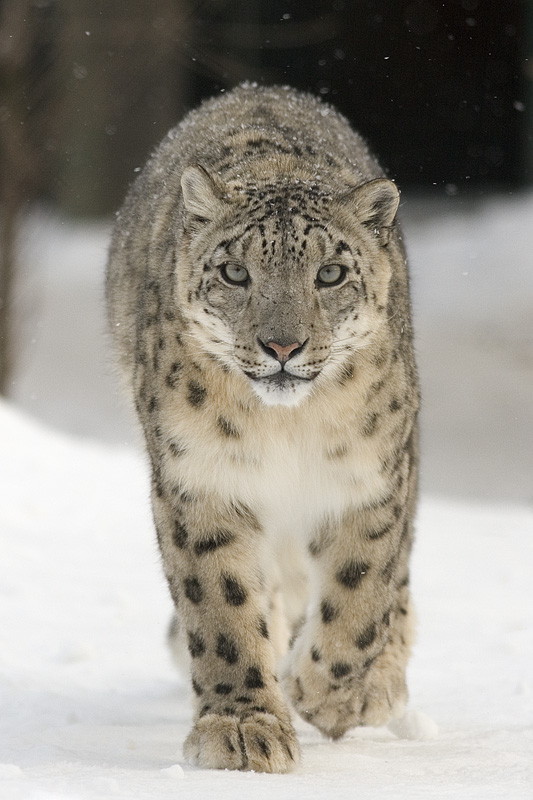
ユキヒョウ

- ウンピョウ（雲豹）Neofelis nebulosa
- ヒョウ（豹）Panthera pardus
- トラ（虎）Panthera tigris
- ユキヒョウ（雪豹）Panthera uncia

ジュゴン目（海牛目）
ジュゴン科
- ジュゴン（儒艮）Dugong dugong

ゾウ目（長鼻目）
ゾウ科
- アジアゾウ（亜洲象）Elephas maximus

ウマ目（奇蹄目）
ウマ科
- アジアノロバ（蒙古野驢）Equus hemionus
- キャン（西藏野驢）Equus kiang
- モウコノウマ（野馬）Equus przewalskii

鯨偶蹄目
ヨウスコウカワイルカ科
- ヨウスコウカワイルカ（白鱀豚）Lipotes vexillifer

マイルカ科

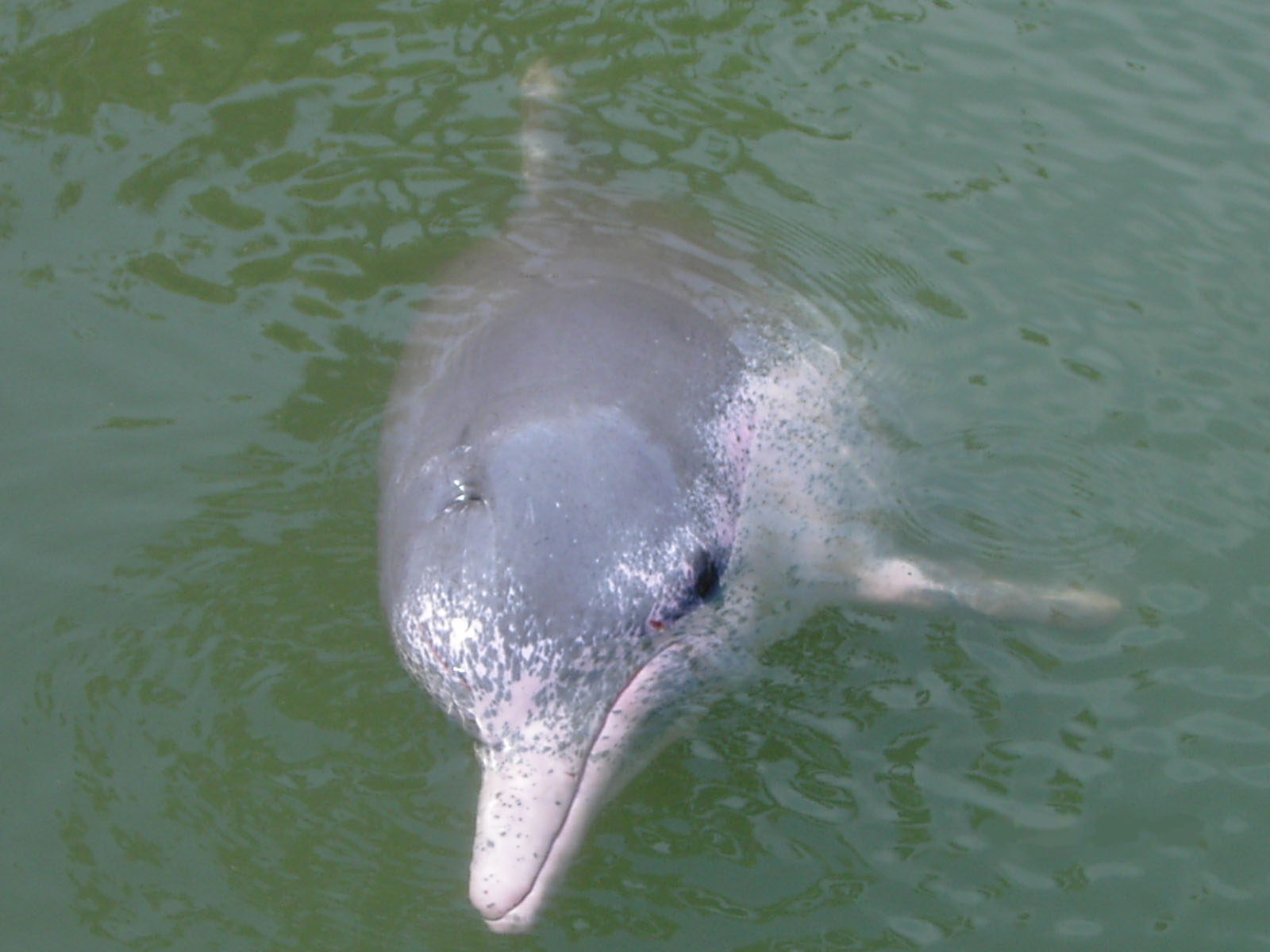
シナウスイロイルカ

- シナウスイロイルカ（中華白海豚）Sousa chinensis

ラクダ科
- フタコブラクダ（双峰駱駝）Camelus ferus (=C. bactrianus)
  - 原文では「野駱駝 Camelus ferus (=bactrianus)」とされている。

マメジカ科
- ジャワマメジカ（小鼷鹿）Tragulus javanicus

シカ科

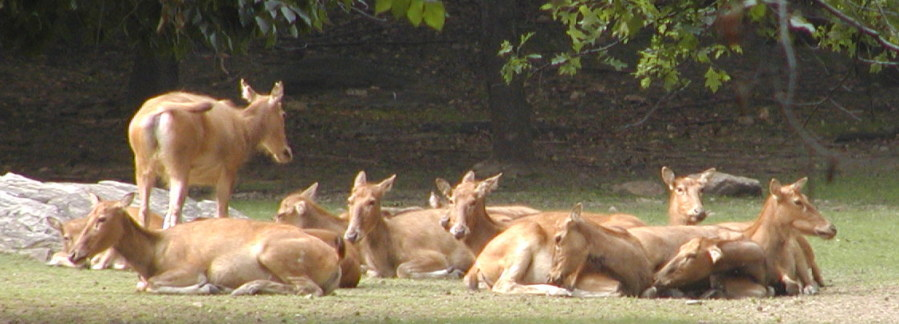
シフゾウ

- マエガミホエジカ（黒麂）Muntiacus crinifrons
- クチジロジカ（白唇鹿）Cervus albirostris
- ターミンジカ（坡鹿）Cervus eldi
- ニホンジカ（梅花鹿）Cervus nippon
- ホッグジカ（豚鹿）Cervus porcinus
- シフゾウ（麋鹿）

ウシ科
- ガウル（野牛）Bos gaurus
- ヤク（野氂牛）Bos mutus (=B. grunniens)
- プシバルスキーガゼル（普氏原羚）Procapra przewalskii
- チルー（藏羚）Pantholops hodgsoni
- サイガ（高鼻羚羊）Saiga tatarica
- ターキン（羚牛）Budorcas taxicolor
- タイワンカモシカ (台湾鬣羚) Naemorhedus swinhoei
  - 原文では「台湾鬣羚 Capricornis crispus」とされている。（Capricornis crispusは日本固有種のニホンカモシカ）

- アカゴーラル（紅斑羚）Naemorhedus cranbrooki
- ヒマラヤタール（喜瑪拉雅塔爾羊）Hemitragus jemlahicus
- アルプスアイベックス (北山羊) Capra ibex

ネズミ目（齧歯目）
ビーバー科
- ヨーロッパビーバー（河狸）Castor fiber

## 鳥綱
ミズナギドリ目
アホウドリ科
- アホウドリ（短尾信天翁）Diomedea albatrus

ペリカン目
グンカンドリ科
- シロハラグンカンドリ（白腹軍艦鳥）Fregata andrewsi

コウノトリ目
コウノトリ科
- シュバシコウ（白鸛）Ciconia ciconia
- ナベコウ（黒鸛）Ciconia nigra

トキ科
- トキ（朱䴉）Nipponia nippon

カモ目
カモ科
- コウライアイサ（中華秋沙鴨）Mergus squamatus

タカ目
タカ科
- イヌワシ（金鵰）Aquila chrysaetos
- カタジロワシ（白肩鵰）Aquila heliaca
- キガシラウミワシ（玉帯海鵰）Haliaeetus leucoryphus
- オジロワシ（白尾海鵰）Haliaeetus albcilla
- オオワシ（虎頭海鵰）Haliaeetus pelagicus
- ベンガルハゲワシ（擬兀鷲）Pseudogyps bengalensis
- ヒゲワシ（胡兀鷲）Gypaetus barbatus

キジ目
ライチョウ科

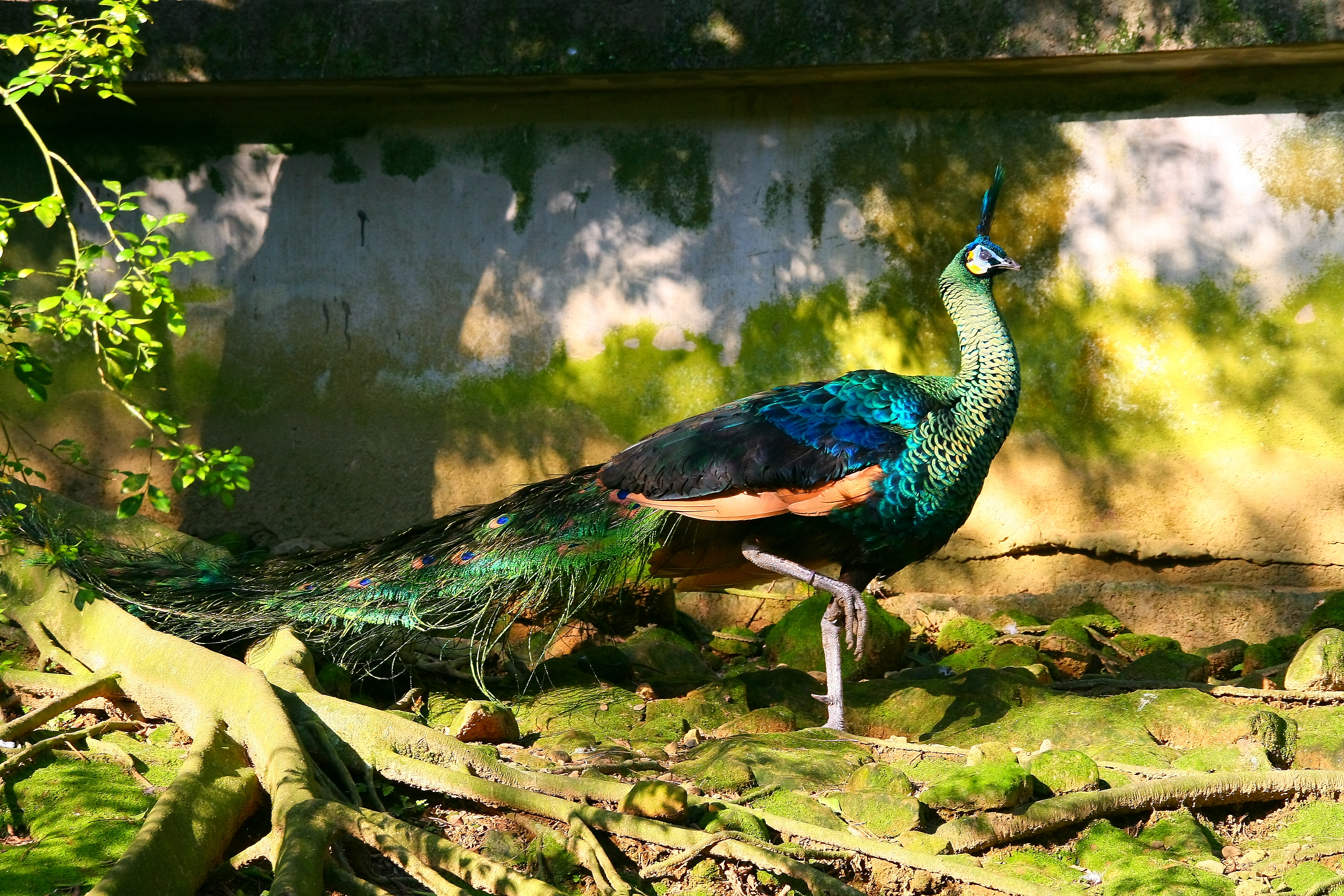
マクジャク

- オオライチョウ（黑嘴松鸡）Tetrao parvirostris
- ミヤマエゾライチョウ（斑尾榛鶏）Tetrastes sewerzowi

キジ科
- キジシャコ（雉鶉）Tetraophasis obscurus
- シセンミヤマテッケイ（四川山鷓鴣）Arborophila rufipectus
- ハイナンミヤマテッケイ（海南山鷓鴣）Arborophila ardens
- ハイイロジュケイ（黒頭角雉）Tragopan melanocephalus
- ヒオドシジュケイ（紅胸角雉）Tragopan satyra
- ミヤマジュケイ（灰腹角雉）Tragopan blythii
- ジュケイ（黄腹角雉）Tragopan caboti
- ニジキジ属（虹雉属）Lophophorus spp.
  - ニジキジなど。

- ミミキジ（褐馬鶏）Crossoptilon mantchuricum
- サンケイ（藍鷴）Lophura swinhoii
- ビルマカラヤマドリ（黒頸長尾雉）Syrmaticus humiae
- カラヤマドリ（白頸長尾雉）Syrmaticus ewllioti
- ミカドキジ（黒長尾雉）Syrmaticus mikado
- コクジャク（灰孔雀雉）Polyplectron bicalcaratum
- マクジャク（緑孔雀）Pavo muticus

ツル目
ツル科

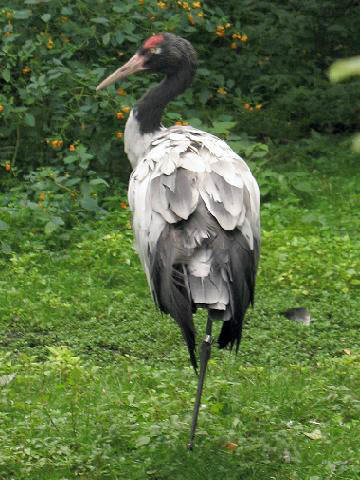
オグロヅル

- オグロヅル（黒頸鶴）Grus nigricollis
- ナベヅル（白頭鶴）Grus monacha
- タンチョウ（丹頂鶴）Grus japonensis
- ソデグロヅル（白鶴）Grus leucogeranus
- オオヅル（赤頸鶴）Grus antigone

ノガン科
- ノガン（大鸨）	Otis tarda

チドリ目
カモメ科
- ゴビズキンカモメ（遺鴎）Larus relictus

## 爬虫綱
カメ目
リクガメ科

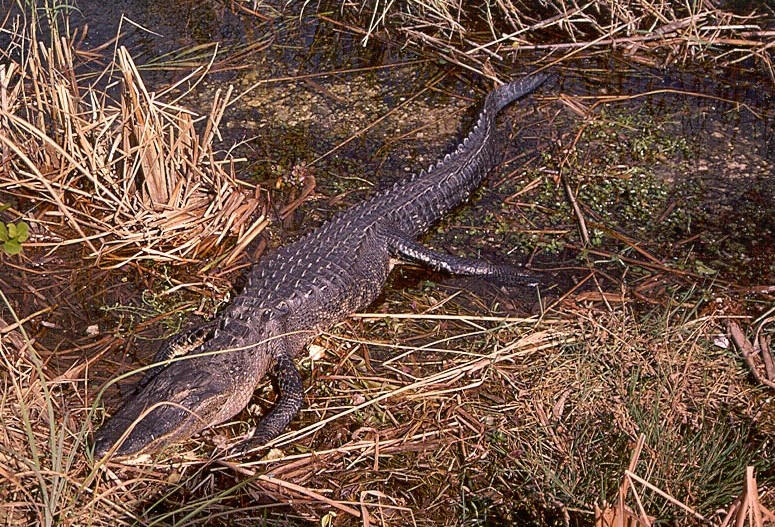
ヨウスコウアリゲーター

- ヨツユビリクガメ（四爪陸亀）Testudo horsfieldi

スッポン科
- マルスッポン（黿）Pelochelys bibroni

有鱗目
ワニトカゲ科
- シナワニトカゲ（中国鰐蜥）Shinisaurus crocodilurus

オオトカゲ科
- ミズオオトカゲ（水巨蜥）Varanus salvator

ニシキヘビ科
- ビルマニシキヘビ（緬甸蟒）Python bivittatus

ワニ目
アリゲーター科
- ヨウスコウアリゲーター（揚子鰐）Alligator sinensis

## 条鰭綱
コイ目
コイ科
- 新疆大頭魚 Aspiorhynchus laticeps

チョウザメ目
チョウザメ科
- カラチョウザメ（中華鱘）Acipenser sinensis
- チョウセンチョウザメ、ダブリーチョウザメ（達氏鱘）Acipenser dabryanus
- ハシナガチョウザメ（シナヘラチョウザメとも。白鱘）Psephurus gladius

## その他
刺胞動物門
花虫綱
- 红珊瑚 Corallium spp.

軟体動物門
二枚貝綱
- オオシャコガイ (庫氏硨磲) Tridacna cookiana

頭足綱
- オウムガイ（鸚鵡螺）Nautilus pompilius

節足動物門
昆虫綱
- 中華蛩蠊 Galloisiana sinensis
- オウゴンテングアゲハ（金斑喙鳳蝶）Teinopalpus aureus

半索動物門
腸鰓綱
- 多鰓孔舌形虫 Glossobalanus polybranchioporus
- 黄島長吻虫 Saccoglossus hwangtauensis